# Alderaan
Alderaan es un planeta ficticio del universo de Star Wars. Aparece en las películas Star Wars: Episodio III - La venganza de los Sith y Star Wars: Episodio IV - Una nueva esperanza.
Posee un clima benévolo y predecible, similar a nuestro templado clima terrestre. Cuenta con amplias y ricas praderas. Su flora y fauna es de las más variadas, llegando a contar más de 8000 especies vegetales, muchas con flores. Pese a no poseer mares, cuenta con vastos lagos y un mar polar congelado.

## Historia
Alderaan era considerado como el centro cultural de la galaxia, pues prominentes filósofos y artistas salieron de ahí. Muchos artistas buscaban inspiración en las ruinas llamadas "Tierras de los castillos", obra de una civilización insectoide antigua. Sus habitantes pacíficos y respetuosos por la vida, habitan en avanzadas y hermosas ciudades con formas orgánicas y artísticas, elaboradas con tecnologías ecológicas y polímeros súper resistentes. Los primeros colonos humanos fueron mineros y gente acomodada que buscaba un planeta agradable para vivir. La familia real Organa habitaba en Aldera, ciudad capital del planeta, siendo sede de la Alianza Rebelde y atrayendo la atención del Imperio. Leia, la hija adoptiva del senador Bail Organa, fue criada en este planeta, hasta que su nave fue capturada por elementos del Imperio. Secuestrada en la Estrella de la Muerte I, fue testigo de la destrucción de su planeta adoptivo como muestra del poder Imperial (0 ABY).

### Anterior a los humanos
Alderaan fue habitada por los nativos insectoides killiks, antes que por los humanos. Estas criaturas habían creado inmensas torres colmena en una explanada de hierba que pasaría a ser llamada Tierras del Castillo. Por desgracia los killiks se extinguieron. En Alderaan había unas ocho mil clases de hierba y los animales más conocidos que las comían eran:
- Los hierberos: Tenían seis patas y convivían con killiks y más tarde con humanos, que los criaron en granjas y se alimentaron de ellos.
- Los tragaderos: Bestias aladas herbívoras.

Otros animales eran los peces luciérnaga que nadaban por los ríos de plata y los thrantas (criaturas aladas utilizadas como medio de transporte).

### Llegada de los humanos
Alderaan fue colonizado por humanos 27 000 años antes de la batalla de Yavin y dos mil años antes de la creación de la República Galáctica. Cuando los humanos llegaron, solo conocían las industriales ciudades de Coruscant y algún otro planeta cercano. Por tanto decidieron conservar las tierras en su mayoría verdes y azules. No solo eso, decidieron construir ciudades monumento acorde al precioso paisaje. Las más conocidas son:
- Ciudad Grieta: Fue construida en un cañón y simplemente se tallaron o excavaron sus paredes para introducir en ellas viviendas o torres con cristaleras púrpuras acorde a las paredes de piedra dorada.

- Ciudad Terranium: La obra más bella de Alderaan. Ampliando y sellando una depresión natural la rellenaron de líquido especial que pronto se secó. Después desde la órbita bombardearon con láseres de precisión el líquido y tallaron calles y edificios. Por último cubrieron su obra con transpariacero e insertaron en él torres y agujas preciosas.

- Ciudad Aldera: La capital. Un meteorito había abierto un cráter que se convirtió en lago. Los colonos construyeron una isla en el centro y la cubrieron de verde. Milenios más tarde Aldera era una isla verde con edificios en forma de torres cilíndricas o con forma de cúpulas conectadas entre sí y con tejados en ocasiones planos en los que se insertaban otras casas o jardines. Para salir y entrar de la isla se utilizaba las carreteras subterráneas de la ciudad y se salía a una autopista sobre el agua del lago.

Los habitantes de Alderaan eran conocidos en toda la Galaxia por su conciencia ecológica. Es la sociedad más pacífica de toda la galaxia, no tenían ni armas ni ejércitos. Incluso la caza por deporte no estaba permitida.
Alderaan junto a Corellia y Coruscant creó la Antigua República y la mejoró. Alderaan era gobernado por un virrey que previamente servía de senador en Coruscant. En Aldera se estableció la Universidad de Alderaan, centro educativo que atrajo otras razas al planeta, como los ithorianos. Alderaan apenas sufrió percances en la historia. Sufrió un problema de elección de virrey en el 70.0 antes de la batalla de Yavin que solucionó el joven Jedi C’baoth y su senador Bail Organa vivió las Guerras Clon y se convirtió en virrey después del ascenso al poder de Palpatine. Cuando el mundo de Caamas fue destruido, por aquel entonces, los caamasi fueron acogidos en Alderaan.
Alderaan formaba parte del Imperio Galáctico y Leia Organa era senadora por Alderaan, aunque estaban en él solo para intentar resucitar a la República. Bail Organa prohibió las armas en el civilizado Alderaan dejando apenas rastro de delincuencia en Alderaan. En el 3.0 antes de la batalla de Yavin, Organa se unió a la recién creada Alianza Rebelde con todo su planeta. De hecho fue el planeta rebelde más activo de forma pública. Por eso Wilhuff Tarkin lo destruyó con la primera Estrella de la Muerte, además de para conseguir información de Leia. Los alderanianos supervivientes, igual que sus plantas y animales buscaron refugio en otros planetas como Nueva Alderaan.